# آوتییو د کامپس
آوتییو د کامپس (به اسپانیایی: Autillo de Campos) یک شهرستان در اسپانیا است که در استان پالنسیا واقع شده‌است.

## خصوصیات
آوتییو د کامپس ۳۰ کیلومترمربع مساحت و ۱۹۱ نفر جمعیت دارد.